# Christian Fredrik Kress
Christian Fredric Kress född 19 mars 1767 död 21 november 1812, var en tysk kompositör. Kress arrangerade stycket "Björneborgarnas marsch" som medverkat i ett flertal filmer. Marschen torde ursprungligen vara fransk.